# اتحاد كأس الخليج العربي لكرة القدم
اتحاد كأس الخليج العربي لكرة القدم هو اتحاد إقليمي لكرة القدم يضم ثمانية بلدان أعضاء. تأسس في مايو 2016، وأهم نشاطاته الرئيسة هو كأس الخليج العربي.

## التاريخ
عُقدت عدة اجتماعات تحضيرية في عام 2015 باستخدام اسم «الاتحاد الخليجي لكرة القدم». ثم تأسس الاتحاد في عام 2016 باسم اتحاد كأس الخليج العربي لكرة القدم ليعكس أقدم بطولة في المنطقة: كأس الخليج العربي. تم اختيار الشيخ حمد بن خليفة بن أحمد آل ثاني من قطر كأول رئيس.

## الأعضاء
| الاتحاد  | سنة الانضمام |
| -------- | ------------ |
| السعودية | 2016         |
| قطر      | 2016         |
| الإمارات | 2016         |
| البحرين  | 2016         |
| عُمان     | 2016         |
| الكويت   | 2016         |
| العراق   | 2016         |
| اليمن    | 2016         |

## المسابقات
كان يخطط اتحاد كأس الخليج لكرة القدم لإجراء العديد من المسابقات التي تغطي المسابقات الوطنية والأندية. حيث كانت ستُقام بطولة كأس الخليج العربي كل عام ابتداءً من عام 2017، وسُتقام مسابقة للأندية كل عام زوجي بدءًا من عام 2020. كما تمت مناقشة إمكانية كأس الخليج للسيدات.

## الترتيب
| الخليج | الفيفا | البلد                    | النقاط  | +/− |
| ------ | ------ | ------------------------ | ------- | --- |
| 1      | 46     | قطر                      | 1478.60 | ▼   |
| 2      | 55     | العراق                   | 1434.40 | ▼   |
| 3      | 59     | السعودية                 | 1422.67 | ▼   |
| 4      | 68     | الإمارات العربية المتحدة | 1361.34 | ▲   |
| 5      | 76     | البحرين                  | 1313.80 |     |
| 6      | 80     | عمان                     | 1305.99 | ▼   |
| 7      | 135    | الكويت                   | 1106.42 | ▼   |
| 8      | 154    | اليمن                    | 1021.24 | ▼   |

| الخليج | الفيفا | البلد                    | النقاط  |
| ------ | ------ | ------------------------ | ------- |
| 1      | 91     | البحرين                  | 1216.48 |
| 2      | 115    | الإمارات العربية المتحدة | 1158.26 |
| 3      | 172    | العراق                   | 862.80  |
| 4      | 174    | السعودية                 | 845.46  |
| 5      | غ/م    | الكويت                   |         |
| 6      | غ/م    | عمان                     |         |
| 7      | غ/م    | قطر                      |         |
| 8      | غ/م    | اليمن                    |         |

## البطولات

### المنتخبات
- كأس الخليج العربي

### الأندية
- كأس الخليج للأندية

## وصلات خارجية
- الموقع الرسمي